# International Experience
International Experience e. V. (iE) ist eine gemeinnützige, weltweit tätige Organisation für Auslandsaufenthalte von Schülern mit Sitz in Lohmar, Deutschland.

## Austausch
International Experience vermittelt Schüler aus deutschen Schulen in 16 Länder. Neben dem Schüleraustausch besteht die Möglichkeit einer schulischen Weltreise mit amerikanischem oder kanadischem Schulabschluss. Zu den Zielen gehören Europa (Irland, Belgien, England, Frankreich, Italien, Spanien, Schweiz, Island, Schottland), Asien-Pazifik (Australien, Neuseeland, China), Südamerika (Argentinien, Chile, Costa Rica), Nordamerika (USA, Kanada) und Südafrika.

## Geschichte
International Experience wurde als gemeinnütziger Verein im Jahr 2000 in Lohmar von den Brüdern Thomas und Kevin Gillner mit einem amerikanischen Partner gegründet. Die Familientradition diente als Vorbild: Der Vater Manfred Gillner war als Mitbegründer der damaligen Fulbright-Gesellschaft Köln einer der Pioniere des Schüleraustauschs in Deutschland. Der iE-Ehrenpräsident war ebenfalls Mitbegründer der International Confederation of Principals (ICP) sowie Mitglied der National Association of Secondary School Principals (NASSP). Er war als Lehrer und Schulleiter in Deutschland und in den USA tätig. Das Manfred-Gillner-Memorial-Stipendium trägt den Namen des Inspirationsgebers.
Die Arbeit von iE konzentrierte sich nach der Gründung ausschließlich auf den deutsch-amerikanischen Markt. Weitere Austauschländer folgten mit der Zeit. Heute vermittelt der Verein in 16 Länder weltweit.

## Struktur
Partner befinden sich in Argentinien, Chile, Costa Rica, China und Kanada. Eigenständige iE-Organisationen bestehen zum Beispiel in Deutschland, der Schweiz, Österreich, Spanien und den USA. In den Ländern, in denen International Experience keine eigenen Organisationen besitzt, arbeitet der Verein mit Partnerorganisationen und Regierungsbehörden zusammen.

## Ziele
Als gemeinnütziger Verein verfolgt International Experience das Ziel der weltweiten Völkerverständigung durch die Förderung des interkulturellen Austauschs. Auslandsaufenthalte von Schülern sollen zur Verständigung zwischen den Kulturen beitragen. Der Verein arbeitet eng mit den ausländischen Gastschulen und Gasteltern zusammen, um die Entwicklung von Verständnis für andere Kulturen und Mentalitäten, Toleranz, Flexibilität, kulturelle Offenheit und die Vertiefung von Fremdsprachenkenntnissen zu fördern.

## Auszeichnungen
International Experience belegte in der von n-tv beauftragten Marktforschungs-Studie „Organisationen für Schüleraustausch“ des Deutschen Instituts für Servicequalität 2017 den ersten Platz im Gesamtergebnis für gemeinnützige Organisationen. International Experience erhielt eine Gesamtwertung von 79,6 Punkten und das Qualitätsurteil „gut“. Der Anbieter sei „in puncto Leistungen führend“. Weiter heißt es: „Austauschschülern stehen zahlreiche Optionen zur Auswahl; der Basispreis für einen einjährigen USA-Aufenthalt ist der vergleichsweise günstigste und umfasst zahlreiche Versicherungen und ein mehrtägiges Vorbereitungsseminar. Stärkster Servicebereich ist die telefonische Beratung, die individuell und verständlich ausfällt.“

## Voraussetzungen
Die Voraussetzungen für einen Schüleraustausch sind abhängig vom Zielland und der Gastschule. So gibt es bei vielen Austauschländern ein Mindestalter von 14 Jahren sowie ein Maximalalter von 18 Jahren. Bei privaten Schulen oder Internaten liegt das Mindestalter dagegen bei 12 Jahren. Auch die Fremdsprachenkenntnisse variieren je nach Land. So weist der Verein auf seiner Website hin, dass für einige Länder behördlich geforderte Sprachtests absolviert werden müssen. Allgemein sollten sich daher Schüler, die an einen Schüleraustausch interessiert sind, mit dem Verein in Verbindung setzen und wichtige Fragen vorab klären.

## Stipendien
International Experience bietet leistungsabhängige Stipendien für ihre Kandidaten. Die Leistung kann im akademischen oder sozialen Bereich angesiedelt sein. Neben dem Manfred-Gillner-Memorial-Stipendium vergibt iE das Weltbürger-Stipendium. In begrenztem Umfang stellt iE Finanzhilfen bereit. Austauschschüler können ebenso eine Beantragung für Auslands-BAföG nach dem Bundesausbildungsförderungsgesetz beantragen.